# Pollard Glacier
Pollard Glacier är en glaciär i Antarktis. Den ligger i Västantarktis. Argentina, Chile och Storbritannien gör anspråk på området. Pollard Glacier ligger 1 325 meter över havet.
Terrängen runt Pollard Glacier är kuperad österut, men västerut är den bergig. Trakten är obefolkad. Det finns inga samhällen i närheten.